# Neusticomys monticolus
Neusticomys monticolus és una espècie de mamífer rosegador de la família dels cricètids. Viu a altituds d'entre 1.800 i 3.750 msnm a Colòmbia i l'Equador. El seu hàbitat natural són els rierols petits que transcorren per selves nebuloses. Es tracta d'un animal semiaquàtic. Està amenaçada per la desforestació. El seu nom específic, monticolus, significa ‘muntanyenc’ en llatí.